# 13A busz (Pécs)
A pécsi 13A jelzésű autóbusz Meszes déli csücskében található Budai Állomás és Hird, Kenderfonó között közlekedett. A járat betért Somogyba és Vasasra, így nem ez volt a legrövidebb úton közlekedő járat Hirdre. 113-as busz hamarabb kiér Hirdre, így ezt a járatot használják szívesebben az ott lakók.

## Története
1952-ben már járat közlekedett Vasasig. 1956-ban indult az első járat Hirdre. Ekkor még külön falu volt mindkettő Pécs mellett. 1969 október 1-jén, a Budai Állomás átadásával a járat végállomása ide került. 1990-ig a Kenderfonóig közlekedett a 13-as, azóta járt külön 13A járat, mely utóbbit 2014. január 31-én megszüntettek, helyette a 13-as járat sűrűbben, Főpályaudvar és Harangláb utca között közlekedik.

## Útvonala
| Budai állomás – Vasas - Hird, Kenderfonó: | Hird, Kenderfonó – Vasas - Budai állomás: |
| --- | --- |
| - Budai állomás - Schroll József út - Pécsváradi út - Őrmezei út - Búzakalász utca - Mázsaház utca - Szövetkezet utca - Hirdi út - Szövőgyár utca | - Szövőgyár utca - Hirdi út - Szövetkezet utca - Mázsaház utca - Búzakalász utca - Őrmezei út - Pécsváradi út - Schroll József út - Budai állomás |

## Megállóhelyei
| 13A (Budai Állomás – Hird, Kenderfonó) |                             |          |                                                                         |                  |
| Perc (↓)                               | Megállóhely                 | Perc (↑) | Átszállási kapcsolatok a járat megszűnésekor                            | Létesítmények    |
| 0                                      | Budai Állomás végállomás    | 23       | 2, 2A, 11, 12, 13, 14, 15, 16, 21, 31, 31A, 43, 60, 113, 113Y, 114, 115 | Autóbusz-állomás |
| 1                                      | Andrássy utca               | 21       | 13, 14, 15, 114, 115                                                    |                  |
| 2                                      | Eperfás út                  | 20       | 13, 14, 15, 113, 113Y, 114, 115                                         | BIOKOM telephely |
| 4                                      | Danitz-puszta               | 18       | 13, 14, 15, 114, 115                                                    |                  |
| 6                                      | Ördögárok                   | 16       | 13, 14, 15, 114, 115                                                    |                  |
| 8                                      | Somogy-vasasi elágazás      | 14       | 13, 14, 15, 113, 113Y, 114, 115                                         |                  |
| 9                                      | Somogy vasútállomás         | 13       | 13, 14, 15, 114, 115                                                    |                  |
| 10                                     | Somogy temető               | 12       | 13, 14, 15, 114, 115                                                    |                  |
| 11                                     | Somogy templom              | 11       | 13, 14, 15, 114, 115                                                    |                  |
| 12                                     | Mázsaház                    | 10       | 13, 14, 114                                                             |                  |
| 14                                     | Egészségház                 | 9        | 13, 14, 114                                                             |                  |
| 15                                     | Vasas                       | 7        | 13, 14, 114                                                             |                  |
| 16                                     | Temető                      | 6        | 13                                                                      |                  |
| 19                                     | Szőlőhegy                   | 4        | 13                                                                      |                  |
| 21                                     | Hird, Újtelep               | 1        | 13, 113, 113Y                                                           |                  |
| 23                                     | Hird, Kenderfonó végállomás | 0        | 13, 113, 113Y                                                           |                  |